# Département de la Fonction publique (Italie)
Le département de la fonction publique (en italien: Dipartimento della funzione pubblica) est une structure érigé en département dépendant de la présidence du Conseil des ministres de la République italienne, établie par la loi-cadre sur l'emploi public (art. 27, loi 93/1983).
En règle générale, ses pouvoirs sont délégués à un ministre sans portefeuille ; dans le gouvernement Meloni, le poste de ministre de la Fonction publique est occupé par Paolo Zangrillo, en poste depuis le 22 octobre 2022.

## Structure
Le département, dirigé par le chef du département, se compose des bureaux suivants :
- Office de formation du personnel de l'administration publique (UFPPA - Ufficio per la formazione del personale delle pubbliche amministrazioni)
  - Service pour le développement de la qualité et de l'efficacité du système public de formation, pour la planification et la gestion des interventions financées par le Fonds européen de développement régional, par les ressources additionnelles pertinentes et par les ressources ordinaires.
  - Service de programmation et de gestion des interventions financées par le Fonds social européen et par les ressources additionnelles pertinentes.
- Office pour l'Organisation, le Recrutement, les Conditions de Travail et le Contentieux en P.A. (UORCC - Ufficio organizzazione, il reclutamento, le condizioni di lavoro e il contenzioso nelle P.A.)
  - Service pour l'organisation des bureaux et des besoins en personnel des administrations publiques, planification du recrutement, recrutement, mobilité et évaluation
  - Service de gestion et de développement des bases de données institutionnelles
  - Service des affaires juridiques et des litiges
- Bureau des relations syndicales dans l'administration publique (URSPA - Ufficio per le relazioni sindacali delle pubbliche amministrazioni)
  - Service pour les négociations collectives
  - Service des procédures de négociation pour le personnel du secteur public
  - Service de la représentativité syndicale et des grèves
- Bureau de l'information statistique, des bases de données institutionnelles et du personnel (UISBDP - Ufficio per l'informazione statistica, le banche dati istituzionali ed il personale)
  - Service d'information statistique et de gestion intégrée de bases de données
  - Conception et gestion de sites web, organisation et gestion de systèmes d'information, service d'impression et de documentation
  - Service des services généraux et de la gestion du personnel
- Office pour la modernisation des administrations publiques (UMPA - Ufficio per la modernizzazione delle pubbliche amministrazioni)
  - Service de gestion des performances
  - Service de développement de l'innovation
  - Service pour la participation des citoyens
- Bureau de la simplification administrative (USA - Ufficio per la semplificazione amministrativa)
  - Service pour les activités de simplification administrative
  - Service de mesure et de réduction de la charge
  - Inspection de la fonction publique
  - Service d'analyse de l'activité d'inspection.

## Fonctions et responsabilités
Il opère dans le domaine fonctionnel de la coordination et de la vérification des activités liées à l'organisation et au fonctionnement des administrations publiques, en se référant également aux innovations dans les modèles d'organisation et de procédure visant à l'efficience, l'efficacité et la rentabilité, ainsi qu'à la coordination du travail dans les administrations publiques.
Le département effectue notamment des tâches relatives à:

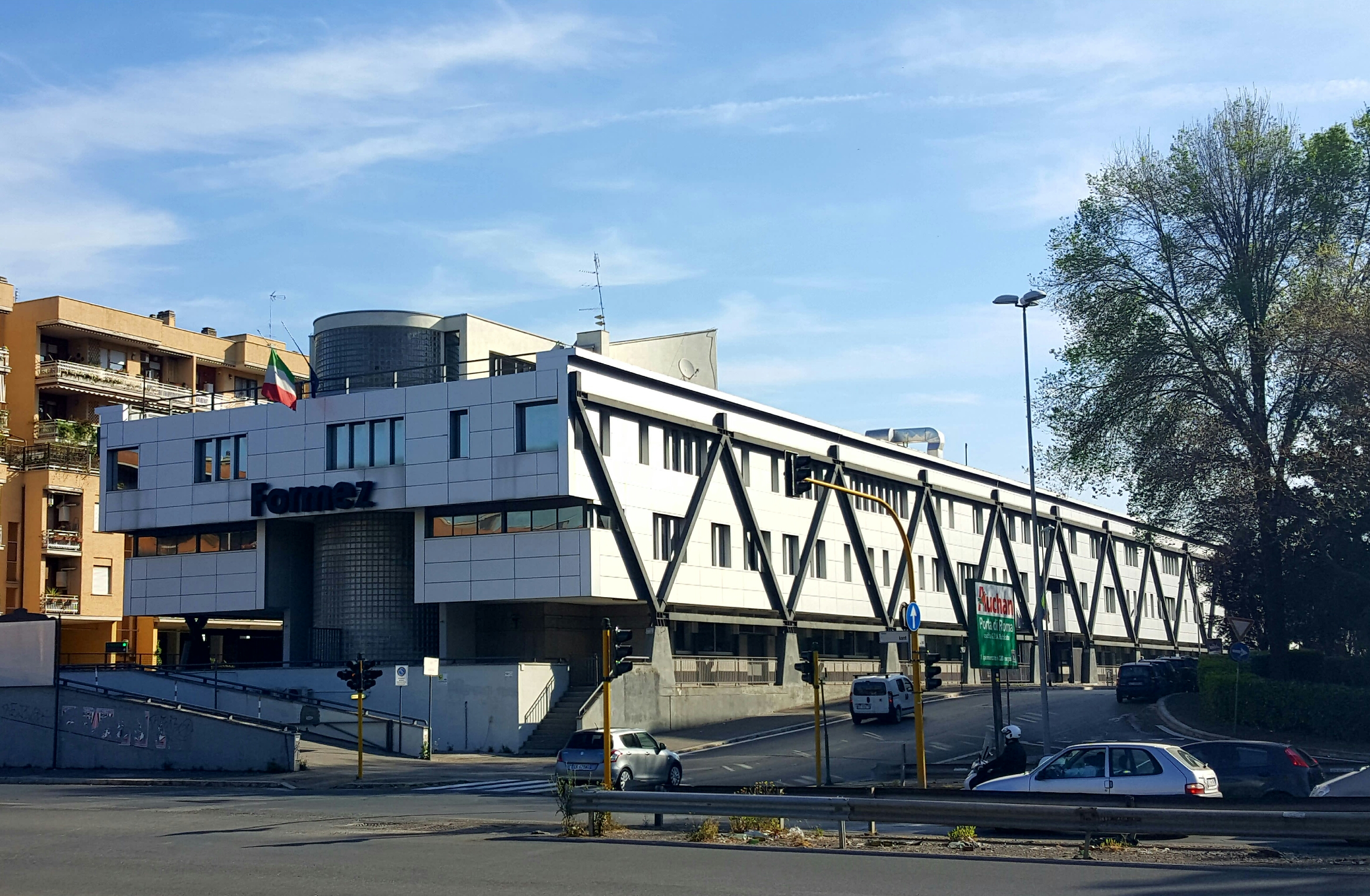
Siège de Formez à Rome. Formez est un organisme supervisé par le département de la fonction publique.

- l'analyse des besoins en personnel et la programmation du recrutement dans les administrations publiques

statut juridique, traitement économique et de sécurité sociale du personnel, y compris les cadres, des administrations publiques
- le contrôle des congés de maladie des employés publics et des contrats de travail flexibles dans les administrations publiques
- la tenue du registre de performance des employés publics
- la formation concernant les administrations publiques
- assurer les relations avec l'Agence pour la représentation négociée des administrations publiques en ce qui concerne les agents contractuels et assurer les relations syndicales en ce qui concerne les agents des administrations publiques de droit public
- gérer les relations avec l'organe central d'évaluation
- promouvoir et contrôler des systèmes d'évaluation des administrations publiques afin de déterminer si les services et les produits fournis répondent à des normes de qualité objectives
- garantir le principe de transparence de l'activité administrative, qui doit être rendue publique également par le biais des sites web institutionnels.

Le département a également: 
- contribue à la formulation et à la planification intégrée des politiques de modernisation des administrations publiques
- coordonne et prend en charge les activités réglementaires et administratives afin de simplifier les procédures, ainsi que la mesure et la réduction des charges pesant sur les citoyens et les entreprises
- suit et vérifie la mise en œuvre des réformes concernant l'organisation et l'activité des administrations publiques
- définit des stratégies d'action et de communication visant à améliorer les relations entre les administrations et les citoyens, notamment par le renforcement des bureaux de relations publiques.
- mène des activités de recherche et de suivi sur la qualité des services de l'administration publique.

Le département effectue également des tâches:
- pour prévenir et combattre la corruption
- d'inspections sur l'organisation rationnelle des administrations publiques et l'utilisation optimale du personnel public
- pour superviser l'Agence pour la représentation des administrations publiques dans les négociations, l'École supérieure d'administration publique, l'Organisme central d'évaluation et Formez ;
- pour gérer le bureau des relations publiques du département.

## Source
- (it) Cet article est partiellement ou en totalité issu de l’article de Wikipédia en italien intitulé « Dipartimento della funzione pubblica » (voir la liste des auteurs).